# Pseudotulostoma
Pseudotulostoma — рід грибів родини Elaphomycetaceae. Назва вперше опублікована 2001 року.
Рід містить два види; volvatum знайдений у Гаяні та japonicum у Японії.

## Класифікація
Згідно з базою MycoBank до роду Pseudotulostoma відносять 2 офіційно визнаних види:
- Pseudotulostoma japonicum
- Pseudotulostoma volvatum